# 鈴木淳 (歴史学者)
鈴木 淳（すずき じゅん、1962年 - ）は、日本の歴史学者。東京大学大学院人文社会系研究科日本文化研究専攻日本史学講座教授。学位は、博士（文学）（東京大学）。専門は、明治の機械工業。

## 経歴
- 1986年3月 東京大学文学部国史学科卒業
- 1992年3月 東京大学大学院人文科学研究科国史学専攻博士課程修了
- 1992年4月 東京大学社会科学研究所助手
- 1994年4月 東京大学教養学部助教授
- 1995年3月 博士（文学）の学位を取得（論文「明治の機械工業」NAID 500000135934）
- 1996年4月 東京大学大学院総合文化研究科助教授
- 1999年10月 東京大学大学院人文社会系研究科助教授
- 2007年4月 東京大学大学院人文社会系研究科准教授
- 2013年4月 東京大学大学院人文社会系研究科教授

## 著作

### 単著
- 『明治の機械工業 その生成と展開』（ミネルヴァ書房、1996年）
- 『町火消たちの近代 東京の消防史』（吉川弘文館、1999年）
- 『新技術の社会誌』<日本の近代 15>（中央公論新社、1999年/中公文庫「シリーズ日本の近代」、2013年）
- 『維新の構想と展開』<日本の歴史 20>（講談社、2002年/講談社学術文庫、2010年）
- 『関東大震災 消防・医療・ボランティアから検証する』（筑摩書房、2004年/講談社学術文庫、2013年)
- 『科学技術政策』<日本史リブレット>（山川出版社、2010年）

### 編著
- 『工部省とその時代』（山川出版社、2002年）
- 『近代の史跡』<史跡で読む日本の歴史10>（吉川弘文館、2010年）
- 『経済の維新と殖産興業』（ミネルヴァ書房、2022年）

### 共編著
- （西川誠・松澤裕作）『幕末・維新の政治と社会』（山川出版社、2009年）
- （小林和幸）『明治史講義 テーマ篇』（ちくま新書、2018年）
- （小林和幸）『明治史研究の最前線』（筑摩選書、2020年）

### 編纂史料
- （小野正作）『ある技術家の回想 明治草創期の日本機械工業界と小野正作』（日本経済評論社、2005年）
- （古川隆久・劉傑共編）『第百一師団長日誌 伊東政喜中将の日中戦争』（中央公論新社、2007年）
- 『いかにして発明国民となるべきか 高峰譲吉文集』（岩波文庫、2022年）